# Trugberg
Le Trugberg est un sommet des Alpes bernoises, en Suisse, situé dans le canton du Valais, qui culmine à 3 932 m d'altitude.

## Toponymie
Trugberg en français signifie « montagne de l'illusion ». Ce nom vient de l'erreur de l'explorateur Louis Agassiz qui a confondu la Jungfrau avec le Trugberg en 1841 lors d'une ascension de la Jungfrau.

## Géographie
Situé au sud-est du Mönch, le Trugberg est ceinturé par des névés alimentant le glacier d'Aletsch : l'Ewigschneefeld à l'est et le Jungfraufirn à l'ouest, les deux se rejoignant au sud, sur la Konkordiaplatz.
Le Trugberg présente trois sommets de hauteur presque égale reliés par une longue arête. Ses rochers sont constitués de gneiss.

## Premières ascensions
- 13 juillet 1871 : versant est et arête sud-est par Emil Burckhardt de Bâle, accompagné de deux guides locaux, Peter Egger et Peter Schlegel[3].
- 7 août 1906 : arête nord-ouest par M. Hampson, H. Fuhrer, et G. Hasler.

## Alpinisme
- Traversée nord-sud : AD, course d'arête mixte.

## Accès
- Cabane du Mönchsjoch (3 650 m).